# Tomáš Němejc
Tomáš Němejc (* 24. února 2000 Tábor) je český sprinter a olympionik.

## Osobní život
Narodil se 24. února roku 2000 v Táboře, vyrůstal v Roudné a v dětství trénoval v blízké Soběslavi. Závodit začal na základní škole a později trénoval na sportovním gymnáziu v Českých Budějovicích. Studuje Západočeskou univerzitu v Plzni.

## Kariéra
V roce 2024 v Ostravě se poprvé stal halovým mistrem ČR. V červnu téhož roku startoval na své první velké akci, a to na mistrovství Evropy v atletice v Římě. Jako první Čech po 55 letech zde postoupil až do finále běhu na 200 metrů, kde vybojoval 6. místo. Následně získal ve Zlíně titul mistra republiky v běhu na 200 metrů.
Dokázal se nominovat na Letní olympijské hry v Paříži 2024.

## Osobní rekordy

### Dráha
- běh na 200 metrů – 20,52 s – 9. června 2024, Řím

### Hala
- běh na 200 metrů – 20,65 s – 23. února 2025, Ostrava